# Пайвіно (Новосибірський район)
Пайвіно (рос. Пайвино) — село у Новосибірському районі Новосибірської області Російської Федерації.
Входить до складу муніципального утворення Ярковська сільрада. Населення становить 305 осіб (2010).

## Історія
Згідно із законом від 2 червня 2004 року органом місцевого самоврядування є Ярковська сільрада.

## Населення
| 1926 | 2002 | 2007 | 2010 |
| ---- | ---- | ---- | ---- |
| 1170 | ↘238 | ↗296 | ↗305 |